# HMS Sverige
Pour les articles homonymes, voir Sverige.
Le HMS Sverige ou Hans Majestäts Skepp Sverige était un cuirassé de défense côtière, lancé en 1915 et démoli en 1958.
C'était un navire suédois de défense côtière (Pansarskepp) mis en service lors de la Première Guerre mondiale. Son coût estimé était d'environ 12 millions de couronnes en 1912 : la totalité de la somme a été réunie lors d'une campagne de collecte de fonds à l'échelle nationale qui dépassa les 15 millions de couronnes. Une collecte de fonds a été nécessaire en raison de la réticence du gouvernement de Karl Staaff à débloquer des subsides pour sa construction.

## Collecte des fonds
La Suède n'échappa pas à la course aux armements navals lancée au début du XXe siècle. Après la dissolution de l'union avec la Norvège en 1905, la situation était tendue avec l'Empire russe à l'Est, l'Allemagne au sud de la mer Baltique, et la Norvège, traditionnellement un pays anglophile. 

En 1911, des unités de la Royal Navy et de la marine impériale allemande croisaient dans la mer du Nord. La guerre pouvait sembler proche.  Les cuirassés de défense côtière  de classe Oscar II, de type pré-Dreadnought, devenant obsolètes, la nécessité d'une nouvelle classe de navires, plus modernes, se fit sentir. Navigabilité, armement, blindage et vitesse, tout devait être amélioré avec les dernières technologies. En 1911, le parlement vota, avec une faible majorité, des fonds pour la construction d'un nouveau navire, connu comme le F-båten (bateau de type F, suivant les standards de l'époque). Quand Karl Staaff devint Premier ministre à l'automne 1911, le financement fut reporté. Cela contribua à lancer la Pansarbåtinsamlingen, une collecte de fonds visant à réunir, auprès du grand public, les 12 millions de couronnes que devait coûter le navire. Avec le soutien du roi Gustave V, en un peu plus de trois mois, 15 millions de couronnes furent réunis mais refusés par le ministère Staaff. Cette situation déboucha sur une crise politique puis sur la chute du gouvernement. Le nouveau gouvernement accepta l'argent et lança la réalisation du navire, qui fut nommé Sverige (Suède) en hommage aux citoyens suédois qui avaient participé à son financement.
Après le déclenchement de la Première Guerre mondiale, deux autres navires, sensiblement identiques, furent mis en chantier, portant chacun le nom du roi et de la reine de Suède.